# Veenendaal West vasútállomás
Veenendaal West vasútállomás Hollandiában, Veenendaal városában.

## Vasútvonalak
Az állomást az alábbi vasútvonalak érintik:
- Kesteren-Amersfoort-vasútvonal
- Veenendaallijn

## Kapcsolódó állomások
A vasútállomáshoz az alábbi állomások vannak a legközelebb:
- De Haar railway station (Amersfoort vasútállomás)
- Veenendaal Centrum vasútállomás (Kesteren vasútállomás, Rhenen vasútállomás)
- Maarn vasútállomás (Amersfoort vasútállomás)